# Mel Blanc
Melvin Jerome Blanc (născut Blank /blæŋk/; n. 30 mai 1908, San Francisco, California – d. 10 iulie 1989, Los Angeles, California) a fost un actor de voce și personalitate radio american, a cărui carieră s-a întins pe o durată de peste 60 de ani. În perioada de aur a radioului, a oferit voci de personaje și efecte sonore vocale pentru emisiuni radio comice, inclusiv cele ale lui Jack Benny, Abbott și Costello, Burns și Allen, The Great Gildersleeve, Judy Canova, precum și propriul său sitcom de scurtă durată.
Blanc a devenit cunoscut la nivel mondial pentru munca sa în perioada de aur a animației americane, ca voce a personajelor Bugs Bunny, Daffy Duck, Tweety, Sylvester the Cat, Yosemite Sam, Foghorn Leghorn, Tasmanian Devil și a multor altor personaje din desenele animate Looney Tunes și Merrie Melodies. De asemenea, a fost vocea personajelor Porky Pig și Elmer Fudd, înlocuindu-i pe interpreții originali Joe Dougherty și Arthur Q. Bryan, deși l-a interpretat ocazional pe Elmer chiar și în timpul vieții lui Bryan.
Mai târziu, Blanc a oferit voci pentru desenele animate de televiziune produse de Hanna-Barbera, inclusiv: Barney Rubble și Dino în The Flintstones, domnul Spacely în The Jetsons, Secret Squirrel în The Atom Ant/Secret Squirrel Show, personajul principal din Speed Buggy și Captain Caveman în Captain Caveman and the Teen Angels și The Flintstone Kids.
Numit „Omul cu o mie de voci”, este considerat una dintre cele mai influente persoane din industria actoriei vocale și unul dintre cei mai mari actori de voce din toate timpurile.

## Viața timpurie
Mel Blanc s-a născut pe 30 mai 1908, în San Francisco, California. Era cel mai mic dintre cei doi copii ai Evei (născută Katz; idiș: עוואַ קאַץ בלאַנק) și ai lui Frederick Blank (idiș: פרעדריק בלאַנק). Mama sa era o evreică lituaniană care emigrase în Statele Unite, iar tatăl său se născuse în New York City, din părinți evrei germani imigranți.
A crescut în cartierul Western Addition din San Francisco, iar mai târziu în Portland, Oregon, unde a urmat Lincoln High School. A manifestat de mic o pasiune pentru voci și dialecte, pe care a început să le exerseze de la vârsta de 10 ani. Spunea că și-a schimbat ortografia numelui, de la „Blank” la „Blanc”, la vârsta de 16 ani, după ce un profesor i-a spus că nu va ajunge nimic, fiind „ca numele său” – adică un „spațiu gol” (blank).
În tinerețe, s-a alăturat organizației Order of DeMolay și, mai târziu, a fost inclus în Hall of Fame-ul acesteia. După ce a absolvit liceul în 1927, și-a împărțit timpul între a conduce o orchestră – devenind, la vârsta de 19 ani, cel mai tânăr dirijor din țară – și a face comedie în spectacole de vaudeville din Washington, Oregon și nordul Californiei.

## Carieră

### Activitatea în radio
Blanc și-a început cariera în radio la vârsta de 19 ani, în 1927, când a debutat ca actor în emisiunea The Hoot Owls de la postul KGW. Acolo a atras pentru prima dată atenția prin abilitatea sa de a interpreta mai multe personaje cu voci diferite.

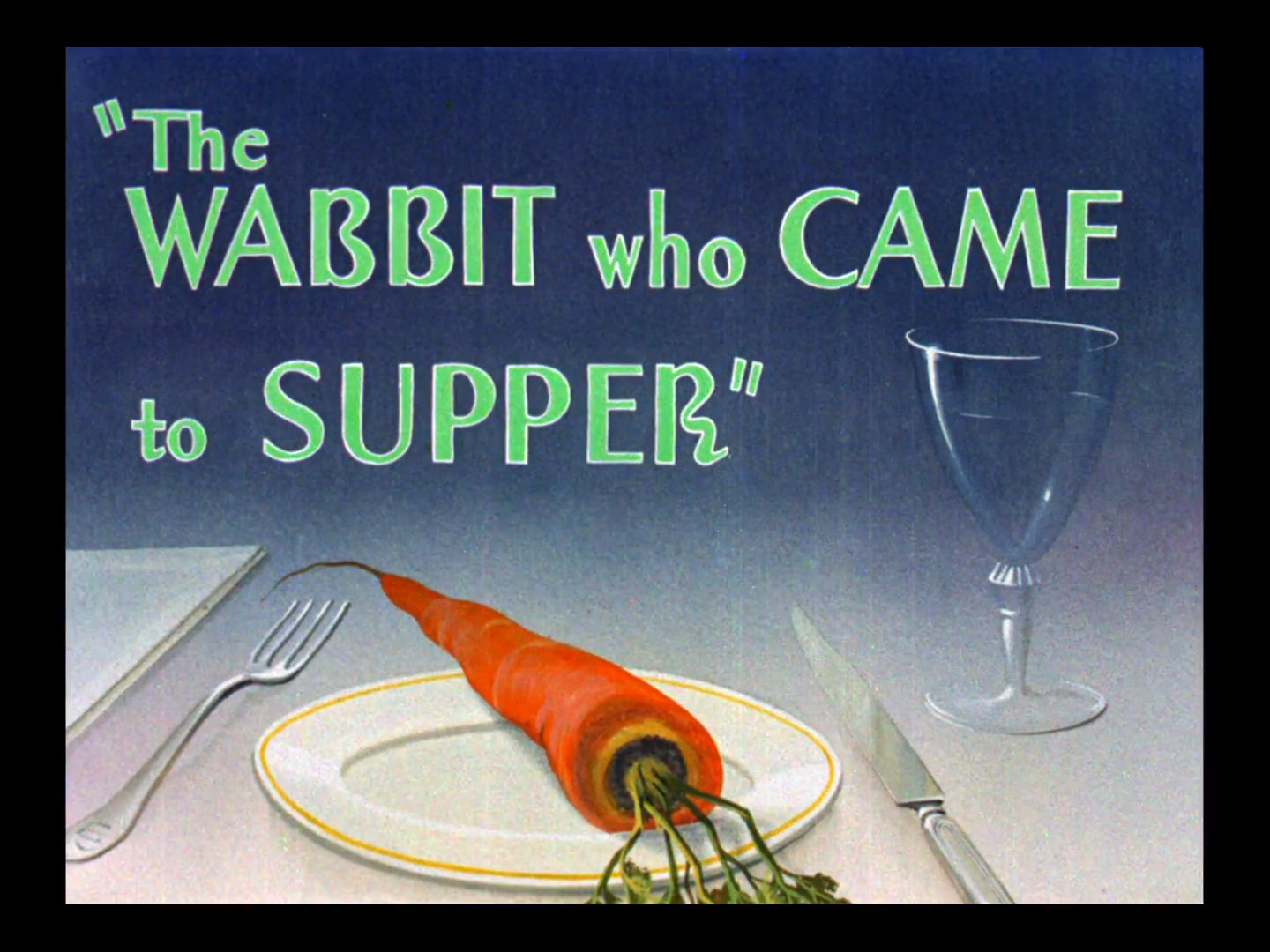
The Wabbit Who Came to Supper

În 1932 s-a mutat în Los Angeles, unde a cunoscut-o pe Estelle Rosenbaum (1909–2003), cu care s-a căsătorit un an mai târziu, înainte de a reveni în Portland. În 1933 s-a mutat la postul KEX, unde a produs și co-prezentat, împreună cu soția sa Estelle, emisiunea Cobweb and Nuts, care a avut premiera pe 15 iunie. Programul era difuzat de luni până sâmbătă, de la ora 23:00 la miezul nopții, iar spre finalul celor doi ani de difuzare, fusese mutat între 22:30 și 23:00.
Cu încurajarea soției sale, Blanc s-a întors în Los Angeles și, în anul 1935, s-a alăturat postului KFWB din Hollywood, deținut de Warner Bros.. A intrat în echipa emisiunii The Johnny Murray Show, dar în anul următor a făcut trecerea la CBS Radio, unde a început să lucreze pentru The Joe Penner Show.
Blanc a fost un membru obișnuit al emisiunii „The Jack Benny Program” de pe rețeaua NBC Red, interpretând diverse roluri, printre care: vocea automobilului Maxwell al lui Benny (care avea constant nevoie de reparații), profesorul de vioară LeBlanc, papagalul Polly, ursul polar de companie Carmichael al lui Benny și crainicul de la gară.
Primul său rol a apărut întâmplător, când înregistrarea cu sunetele mașinii nu s-a redat la momentul potrivit, iar Blanc a luat microfonul și a improvizat sunetele. Reacția publicului a fost atât de pozitivă, încât Jack Benny a renunțat complet la înregistrări și i-a cerut lui Blanc să continue în acel rol.
Unul dintre personajele lui Blanc din emisiunile radio (și mai târziu de televiziune) ale lui Benny era „Sy, micul mexican”, care vorbea doar câte un cuvânt o dată.

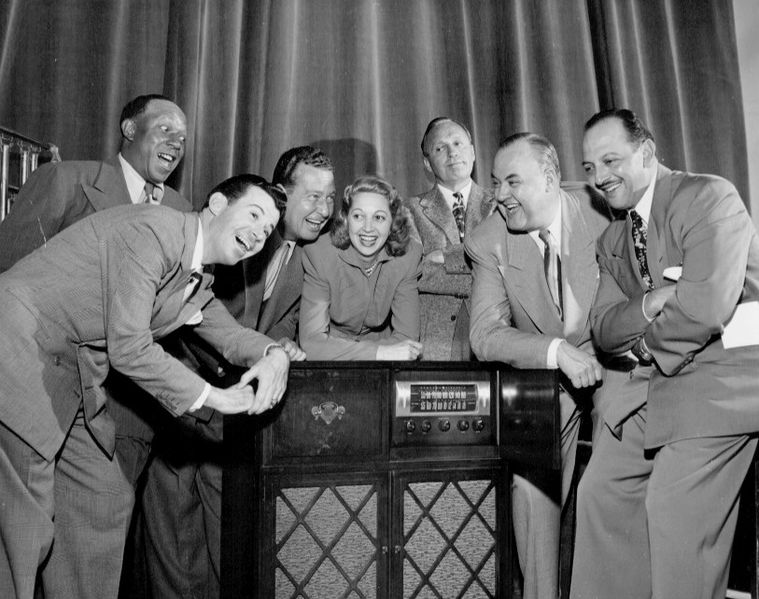
Distribuția emisiunii „The Jack Benny Program”, de la stânga la dreapta: Eddie „Rochester” Anderson, Dennis Day, Phil Harris, Mary Livingstone, Jack Benny, Don Wilson și Mel Blanc.

Blanc a continuat să lucreze cu Jack Benny la radio până la încheierea emisiunii în 1955 și l-a urmat apoi în televiziune, începând cu debutul lui Benny în 1950, continuând cu apariții în emisiuni speciale NBC până în anii ’70.
Revista Radio Daily scria în 1942 că Blanc „se specializează în peste cincizeci și șapte de voci, dialecte și efecte sonore complexe”, iar până în 1946, el apărea în peste cincisprezece emisiuni radio în diverse roluri secundare.
Succesul din emisiunea lui Jack Benny i-a adus propria emisiune la CBS Radio, intitulată „The Mel Blanc Show”, care a fost difuzată între 3 septembrie 1946 și 24 iunie 1947. Blanc îl interpreta pe el însuși, ca proprietar ghinionist al unui atelier de reparații, dar și pe vărul său tânăr, Zookie.
De asemenea, Blanc a apărut în alte emisiuni radio celebre, precum:
- The Abbott and Costello Show
- Burns and Allen, în rolul poștașului „Happy Postman”
- Point Sublime, în rolul August Moon

În timpul celui de-Al Doilea Război Mondial, l-a interpretat pe Private Sad Sack în mai multe emisiuni, inclusiv în G.I. Journal.
Blanc a înregistrat și o piesă muzicală intitulată „Big Bear Lake”.

### Activitatea vocală în animație în timpul epocii de aur a Hollywoodului
În decembrie 1936, Mel Blanc s-a alăturat studioului Leon Schlesinger Productions, care producea scurtmetraje animate pentru Warner Bros. După ce Treg Brown, responsabil cu sunetul, a preluat conducerea secțiunii de voci pentru animații, iar Carl Stalling a devenit director muzical, Brown l-a prezentat pe Blanc regizorilor de animație Tex Avery, Bob Clampett, Friz Freleng și Frank Tashlin, care au fost încântați de vocile sale.
Primul desen animat la care a lucrat Blanc a fost Picador Porky (1937), unde a oferit vocea prietenilor beți ai lui Porky, care se deghizau într-un taur. La scurt timp, a primit primul său rol principal, înlocuindu-l pe Joe Dougherty ca voce a lui Porky Pig, în scurtmetrajul Porky's Duck Hunt, marcând și debutul lui Daffy Duck, de asemenea dublat de Blanc.
Ulterior, Blanc a devenit un artist vocal extrem de important pentru Warner Bros., oferind voci pentru o gamă largă de personaje din Looney Tunes. În rolul Bugs Bunny, în care și-a făcut debutul în A Wild Hare (1940), Blanc a devenit faimos pentru scena în care personajul ronțăie morcovi (în special când spune replica „Eh, what’s up, doc?”). Pentru a obține sunetul corect, Blanc mușca dintr-un morcov și apoi scuipa rapid într-un recipient. O poveste des repetată este că ar fi fost alergic la morcovi, dar Blanc a negat acest lucru.
În filmul Pinocchio de la Disney, Blanc a fost angajat să dea voce pisicii Gideon, dar ulterior s-a decis ca personajul să rămână mut (asemănător cu Mutulică din Albă ca Zăpada), așa că toate replicile înregistrate de Blanc au fost eliminate, cu excepția unui singur sughiț, care apare de trei ori în filmul final.
Blanc a creat, de asemenea, vocea și râsul personajului Woody Woodpecker, pentru desenele animate produse de Walter Lantz pentru Universal Pictures. A renunțat însă la acest rol după primele patru scurtmetraje, când a semnat un contract de exclusivitate cu Warner Bros. Deși părăsise studioul Lantz, râsul său caracteristic a continuat să fie folosit în desenele animate cu Woody până în 1951, iar replica sa „Guess who!?” a fost folosită în genericul de început până la încheierea seriei și închiderea studioului Walter Lantz în 1972.
În timpul celui de-Al Doilea Război Mondial, Blanc a fost vocea ghinionistului Private Snafu, într-o serie de scurtmetraje produse de Warner Bros., menite să instruiască noii recruți prin animație.
Pe parcursul carierei sale, conștient de valoarea sa, Blanc și-a protejat legal drepturile asupra interpretărilor vocale. El – și mai târziu moștenitorii săi – nu ezitau să acționeze în justiție atunci când aceste drepturi erau încălcate. La acea vreme, actorii vocali rar erau creditați pe ecran, dar Mel Blanc a fost o excepție: în 1944, contractul său cu Warner Bros. includea deja creditul „Voice characterization(s) by Mel Blanc”. Potrivit autobiografiei sale, Blanc a cerut acest credit după ce i s-a refuzat o mărire de salariu de către Leon Schlesinger.
Inițial, această mențiune apărea doar în desenele cu Bugs Bunny, dar în martie 1945 contractul a fost modificat astfel încât Blanc să fie creditat și în desenele cu Porky Pig și/sau Daffy Duck. Totuși, această modificare nu s-a aplicat retroactiv pentru episoadele anterioare (cum ar fi Book Revue sau Baby Bottleneck, deși au fost lansate după modificare).
Până la sfârșitul anului 1946, Blanc a început să fie creditat pentru orice desen animat Warner Bros. în care a oferit voci.

### Muncă vocală pentru Hanna-Barbera și alte studio-uri
În anul 1960, după expirarea contractului său de exclusivitate cu Warner Bros., Mel Blanc a continuat să lucreze pentru acest studio, dar a început totodată să ofere voci și pentru desenele animate produse de Hanna-Barbera. În această perioadă, a interpretat personaje precum:
- Barney Rubble din The Flintstones (Familia Flintstone)
- Cosmo Spacely din The Jetsons (Familia Jetson)
- Dino the Dinosaur, Secret Squirrel, Speed Buggy și Captain Caveman
- A dat voce și personajelor din Wally Gator și The Perils of Penelope Pitstop

De asemenea, Blanc a colaborat cu fostul regizor de la Looney Tunes, Chuck Jones, care la acea vreme realiza scurtmetraje prin propria companie Sib Tower 12 (mai târziu cunoscută ca MGM Animation/Visual Arts). În această colaborare, Blanc a realizat efecte vocale pentru seria Tom și Jerry între 1963 și 1967.
Mel Blanc a fost, de asemenea, prima voce a lui Toucan Sam în reclamele pentru cerealele Froot Loops.
A reluat interpretarea unor personaje Warner Bros. în anii 1960, când studioul a realizat noi scurtmetraje de animație pentru cinematograf. Aici, Blanc i-a dublat pe Daffy Duck și Speedy Gonzales, personaje folosite frecvent în acea perioadă. Personajele noi precum Cool Cat și Merlin the Magic Mouse au fost dublate de Larry Storch.
Blanc a continuat să ofere voci pentru personajele Looney Tunes în secvențele de legătură din emisiunea The Bugs Bunny Show, dar și în numeroase reclame animate și filme compilații precum The Bugs Bunny/Road Runner Movie (1979). A mai dat voce și personajului Granny pe înregistrările Peter Pan Records în 4 More Adventures of Bugs Bunny (1974) și Holly-Daze (1974), înlocuind-o pe June Foray. Totodată, l-a înlocuit pe răposatul Arthur Q. Bryan în rolul lui Elmer Fudd în perioada de după epoca de aur a animației.

### Accidentul de mașină și consecințele
Pe 24 ianuarie 1961, Blanc conducea singur când mașina sa sport a fost implicată într-o coliziune frontală pe Sunset Boulevard; în urma accidentului, și-a fracturat picioarele și pelvisul. A intrat în comă și nu răspundea deloc la stimuli. Aproximativ două săptămâni mai târziu, unul dintre neurologii lui Blanc de la Centrul Medical UCLA a încercat o abordare diferită — în loc să i se adreseze direct lui Blanc, i s-a adresat personajelor sale. L-a întrebat: „Cum te simți azi, Bugs Bunny?” După o scurtă pauză, Blanc a răspuns cu o voce slabă: „Eh... just fine, Doc. How are you?” (Eh... destul de bine, doctore. Tu cum ești?). Doctorul l-a întrebat apoi dacă și Tweety e acolo. „I tawt I taw a puddy tat” (Mi s-a părut că am văzut un motănel), a fost răspunsul.

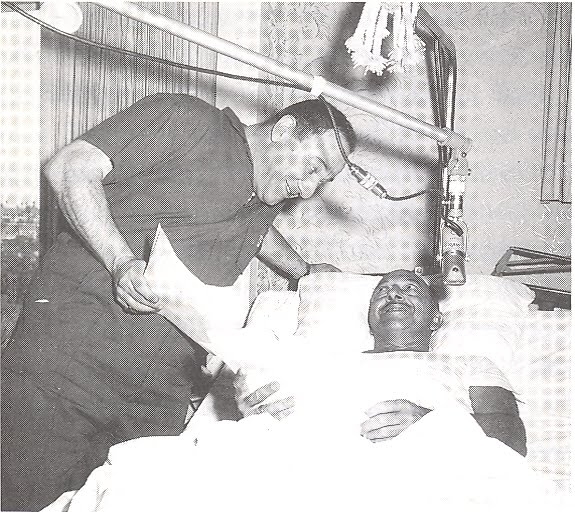
Alan si Mel Blanc

Blanc s-a întors acasă pe 17 martie. Patru zile mai târziu, a intentat un proces în valoare de 500.000 de dolari împotriva orașului Los Angeles. Accidentul său, unul dintre cele 26 produse în ultimii doi ani la intersecția cunoscută drept „Dead Man’s Curve” (Curbă a morții), a dus la finanțarea de către oraș a restructurării curbelor din acea zonă. Ani mai târziu, fiul lui Blanc, Noel, a dezvăluit că el a interpretat unele dintre personajele tatălui său de la Warner Bros. în perioada de recuperare. Warner Bros. îi ceruse și lui Stan Freberg să dea voce personajelor Bugs Bunny și Porky Pig, dar acesta a refuzat din respect pentru Blanc. Jerry Hausner l-a înlocuit temporar pe Blanc ca Bugs și Yosemite Sam pentru unele reclame și segmente din emisiunea The Bugs Bunny Show, precum și pentru câteva replici suplimentare în desenul Devil’s Feud Cake.
În momentul accidentului, Blanc era și vocea personajului Barney Rubble din The Flintstones. Absența sa din serial a fost relativ scurtă; Daws Butler a oferit vocea lui Barney pentru câteva episoade, după care producătorii serialului au instalat echipamente de înregistrare în camera de spital a lui Blanc și mai târziu în locuința acestuia, pentru a-i permite să continue să lucreze. Unele înregistrări au fost realizate în timp ce se afla într-un ghips total, întins pe spate, înconjurat de ceilalți colegi din The Flintstones. De asemenea, s-a întors în emisiunea The Jack Benny Program pentru a filma episodul de Crăciun din 1961, deplasându-se cu cârje și scaun cu rotile.

### Ultimii ani
Pe 29 ianuarie 1962, Mel și fiul său Noel au înființat Blanc Communications Corporation, o companie media care a produs peste 5.000 de reclame și anunțuri de interes public și care continuă să funcționeze. Mel și Noel au apărut alături de numeroase vedete, printre care: Kirk Douglas, Lucille Ball, Vincent Price, Phyllis Diller, Liberace și The Who.
În anii 1970, Blanc a susținut o serie de conferințe în colegii din întreaga Americă și a apărut în reclame pentru American Express. În 1972, Chuck McKibben a început să lucreze ca inginer de sunet/producător personal al lui Blanc și manager de studio. Responsabilitățile sale zilnice la Mel Blanc Audiomedia din Beverly Hills, California includeau înregistrarea vocii lui Blanc pentru o varietate de proiecte de film, publicitate și parcuri tematice.
În 1982, compania de producție a lui Mel, Blanc Communications Corporation, a colaborat la un program special cu Shriners' Burns Institute din Boston, intitulat Ounce of Prevention, care a devenit un program TV de 30 de minute.
De-a lungul anilor ’70 târzii și ’80, Blanc și-a interpretat personajele din Looney Tunes în secvențe de legătură pentru diverse filme-compilație cu desene animate din Epoca de Aur a studioului Warner Bros., precum: The Bugs Bunny/Road Runner Movie, The Looney Looney Looney Bugs Bunny Movie, Bugs Bunny’s 3rd Movie: 1001 Rabbit Tales, Daffy Duck’s Fantastic Island și Daffy Duck’s Quackbusters. Ultima sa interpretare a rolurilor din Looney Tunes a fost în Bugs Bunny’s Wild World of Sports (1989). După ce a dublat timp de două sezoane robotul mic Twiki în Buck Rogers in the 25th Century, ultimul său personaj original important a fost Heathcliff, pe care l-a interpretat între 1980 și 1988.
În filmul live-action Strange Brew (1983), Blanc a dublat vocea tatălui lui Bob și Doug McKenzie, la cererea comediantului Rick Moranis. În filmul live-action/animat Who Framed Roger Rabbit (1988), Blanc și-a reluat mai multe roluri din desenele animate Warner Bros. (Bugs, Daffy, Porky, Tweety și Sylvester), dar a lăsat personajul Yosemite Sam în grija lui Joe Alaskey (care mai târziu a devenit unul dintre principalii săi înlocuitori, până la moartea sa în 2016). Acesta a fost unul dintre puținele proiecte Disney în care a fost implicat Blanc. El a murit la doar un an după lansarea filmului. Ultima sa sesiune de înregistrări a fost pentru filmul Jetsons: The Movie (1990).

## Viața personală
Blanc și soția sa, Estelle Rosenbaum, s-au căsătorit pe 4 ianuarie 1933 și au rămas căsătoriți până la moartea lui, în 1989. Fiul lor, Noel Blanc, a fost și el actor de voce.
Blanc a fost francmason, membru al lojei Mid Day Lodge nr. 188 din Portland, Oregon. A fost membru al lojei timp de 58 de ani. De asemenea, Blanc a fost membru al ordinului Shriner.

## Moarte

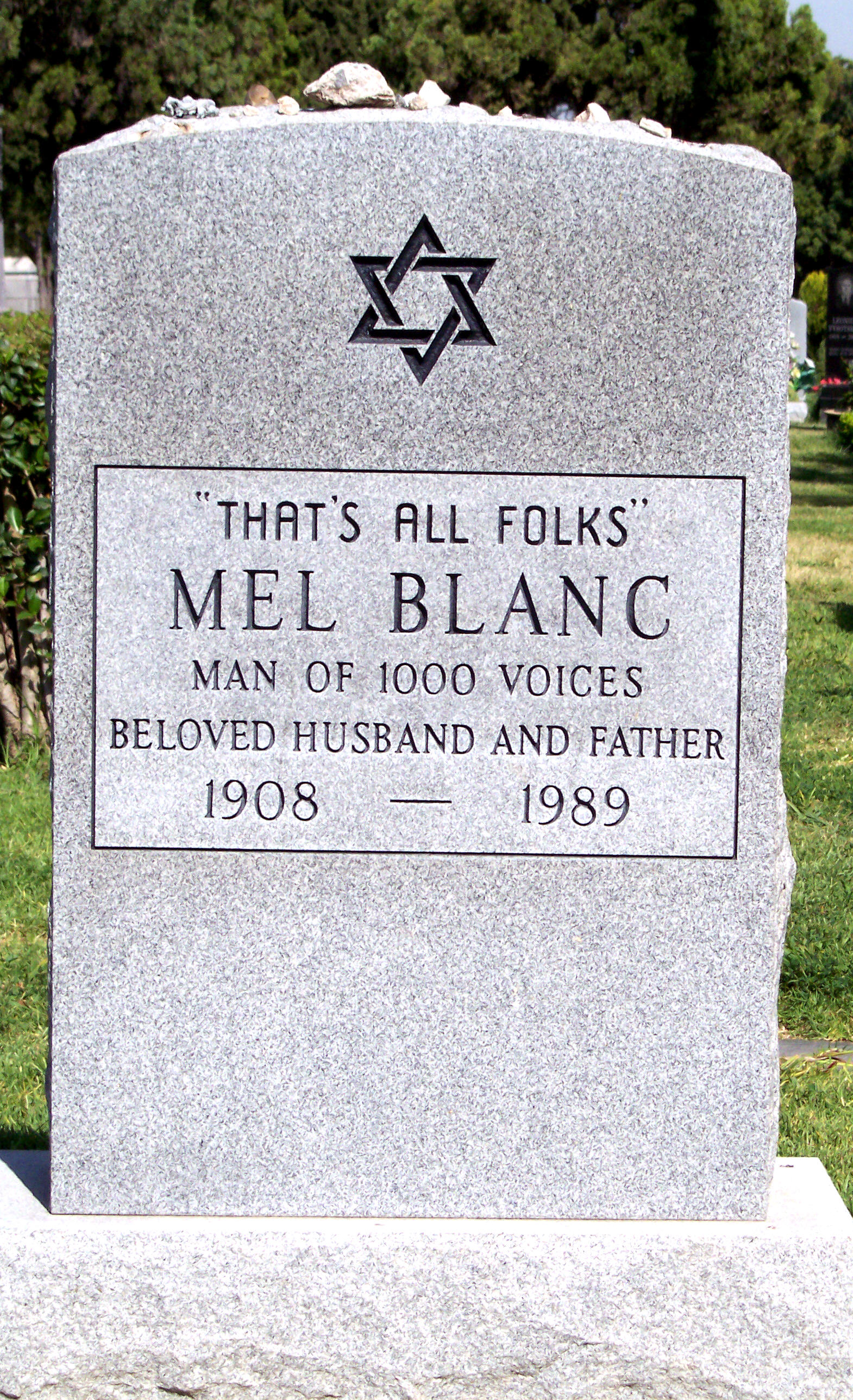
Piatra funerară a lui Blanc

Blanc a început să fumeze cel puțin un pachet de țigări pe zi la vârsta de nouă ani și a continuat până în 1985, renunțând la fumat după ce a fost diagnosticat cu emfizem. Ulterior, a fost diagnosticat cu boală pulmonară obstructivă cronică (BPOC), după ce familia sa l-a internat la Cedars-Sinai Medical Center din Los Angeles pe 19 mai 1989, când au observat că tușea excesiv în timp ce filma o reclamă pentru Oldsmobile. Inițial se aștepta ca acesta să se recupereze, însă, după ce starea sa de sănătate s-a înrăutățit, medicii au descoperit că suferea de o formă avansată de boală coronariană. De asemenea, în timpul spitalizării, a căzut din pat și și-a fracturat femurul.
Blanc a murit la vârsta de 81 de ani, pe 10 iulie 1989, la ora 14:30, din cauza complicațiilor cauzate de ambele afecțiuni, la aproape două luni după ce fusese internat în spital. Este înmormântat în Cimitirul Hollywood Forever, secțiunea 13, secțiunea Pinewood, parcela nr. 149, în Hollywood. Testamentul său a specificat ca pe piatra funerară să fie inscripționată fraza „That's all folks” („Asta e tot, prieteni”) — replica cu care personajul său, Porky Pig, încheia desenele animate Warner Bros. între 1937 și 1946.

## Moștenire
Blanc este considerat cel mai prolific actor de voce din istoria divertismentului. A fost primul actor vocal care a primit credit pe ecran.
Moartea lui Blanc a fost considerată o pierdere semnificativă pentru industria desenelor animate datorită talentului său, gamei expresive și numărului mare de personaje pe care le interpreta constant, ale căror roluri au fost preluate ulterior de mai mulți alți actori vocali. După cum a observat criticul de film Leonard Maltin: „Este uluitor să-ți dai seama că Tweety Bird și Yosemite Sam sunt același om!”
Blanc spunea că Sylvester Pisica era personajul cel mai ușor de interpretat pentru el, deoarece „[e] doar vocea mea normală cu un pic de scuipat la final”; iar că Yosemite Sam era cel mai dificil, din cauza volumului ridicat și a răgușelii vocii.
Un medic care i-a examinat gâtul a descoperit că Blanc avea corzile vocale neobișnuit de groase și puternice, ceea ce îi oferea o gamă vocală excepțională, comparându-le cu cele ale tenorului de operă Enrico Caruso.
După moartea sa, vocea lui Blanc a continuat să fie auzită în producții lansate ulterior, cum ar fi înregistrările cu Dino Dinozaurul din filmele live-action The Flintstones (1994) și The Flintstones in Viva Rock Vegas (2000). În mod similar, înregistrări cu Blanc în rolul Maxwell al lui Jack Benny au fost utilizate în Looney Tunes: Back in Action (2003). În 1994, moștenitorii lui Blanc și Warner Bros. au creat Warner-Blanc Audio Library, o arhivă cu 550 de melodii și voci ale tuturor personajelor din repertoriul lui Blanc, pe care acesta începuse să le înregistreze în studioul său multi-pistă încă din 1958. În 1996, au fost descoperite 15 ore de casete noi cu material înregistrat de Mel, iar Noel Blanc se aștepta să găsească și altele în curând. Aceste noi înregistrări au fost folosite și pentru jucării, ceasuri, jocuri video și site-uri web. Mai târziu, înregistrările de arhivă cu Blanc au fost incluse în scurtmetraje animate generate pe calculator: I Tawt I Taw a Puddy Tat (difuzat cu Happy Feet Two) și Daffy's Rhapsody (difuzat cu Journey 2: The Mysterious Island).

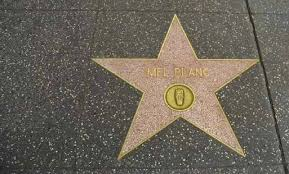
Steaua de la Hollywood a lui Mel Blanc

Pentru contribuțiile sale în industria radio, Blanc are o stea pe Hollywood Walk of Fame, la numărul 6385 de pe bulevardul Hollywood. Personajul său Bugs Bunny a primit, de asemenea, o stea pe Walk of Fame pe 10 decembrie 1985.
Blanc și-a instruit fiul, Noel, în domeniul caracterizării vocale. Noel a interpretat personajele tatălui său (în special Porky Pig) în unele programe, dar nu a devenit un actor vocal cu normă întreagă. Warner Bros. a fost reticentă în a permite ca un singur actor vocal să-l înlocuiască pe Blanc,alegând în schimb să angajeze mai mulți actori vocali noi din anii 1990 încoace, inclusiv Noel Blanc, Jeff Bergman, Joe Alaskey, Greg Burson, Billy West și Eric Bauza.
Pe 19 septembrie 2017, editura Penguin Random House a lansat cartea ilustrată Melvin the Mouth, scrisă de nora lui Mel, Katherine Blanc, și ilustrată de Jeffrey Ebbeler. Cartea urmărește viața de zi cu zi a lui Blanc (aici numit „Melvin”) în copilărie, în care face sunete comice și efecte sonore. O adaptare audio a fost lansată pe 15 decembrie 2017, narată de Ramón De Ocampo.

## Filmografie

### Radio
| Data difuzării originale | Program                                    | Rol                                                                                                   |
| ------------------------ | ------------------------------------------ | --- |
| 1933                     | The Happy-Go-Lucky Hour                    | Voci suplimentare                                                                                     |
| 1937                     | The Joe Penner Show                        | Voci suplimentare                                                                                     |
| 1938                     | The Mickey Mouse Theater of the Air        | Primarul din Hamelin, Fiul lui Neptun, Priscilly, Royal Herald, Voci suplimentare                     |
| 1939–1943                | Fibber McGee and Molly                     | Hiccuping Man                                                                                         |
| 1939–1955                | The Jack Benny Program                     | Sy, Polly Papagalul, Mr. Finque, Nottingham, Train Announcer, Jack Benny's Maxwell, Voci suplimentare |
| 1940–1944, 1947–1948     | Point Sublime                              | August Moon                                                                                           |
| 1941–1943                | The Great Gildersleeve                     | Floyd Munson                                                                                          |
| 1942–1947                | The Abbott and Costello Show               | Pe el însăși, Botsford Twink, Scotty Brown                                                            |
| 1943–1947                | The George Burns and Gracie Allen Show     | The Happy Postman                                                                                     |
| 1943–1955                | The Judy Canova Show                       | Paw, Pedro, Roscoe E. Wortle                                                                          |
| 1944                     | Nitwit Court                               | Bigelow Hornblower                                                                                    |
| 1945                     | The Life of Riley                          | Voci suplimentare                                                                                     |
| 1945                     | It's Time to Smile (The Eddie Cantor Show) | Voci suplimentare                                                                                     |
| 1946–1947                | The Mel Blanc Show                         | Pe el însăși, Dr. Christopher Crab, Zookie                                                            |
| 1955–1956                | The Cisco Kid                              | Pan Pancho (înlocuind-ul pe Harry E. Lang), Voci suplimentare                                         |

### Flim
| An        | Film                                           | Rol | Nota |
| --------- | ---------------------------------------------- | --- | --- |
| 1937–1989 | Scurtmetraje Looney Tunes șiMerrie Melodies    | Numeroase Voci | Include Bugs Bunny, Elmer Fudd (Înainte și după Arthur Q. Bryan a jucat Elmer, chiar și în timpul vieții lui Bryan.) Seriile Porky Pig, Daffy Duck și Sylvester (817 de animații în total) |
| 1938–1939 | The Captain and the Kids scurtmetraje teatrice | John Silver | 5 scurtmetraje, Neacreditat |
| 1940      | Pinocchio                                      | Gideon (hiccup) | Neacreditat |
| 1940–1941 | Woody Woodpecker scurtmetraje teatrice         | Woody Woodpecker, numeroase personaje | 4 shorts, Neacreditat |
| 1941      | Color Rhapsody scurtmetraje teatrice           | Numeroase Insecte, Fox, Crow | 1 short, Neacreditat |
| 1941–1942 | Speaking of Animals scurtmetraje teatrice      | Numeroase animale (Voce) | Neacreditat |
| 1942      | Horton Hatches the Egg                         | Horton the Elephant (sneezing), Small Hunter, numeroase personaje | Neacreditat |
| 1942      | Rudyard Kipling's Jungle Book                  | Kaa (voce) | Neacreditat |
| 1943–1945 | Private Snafu WWIIscurtmetraje                 | Private Snafu, Bugs Bunny, numeroase alte personaje | 24 shorts, Neacreditat |
| 1944      | Jasper Goes Hunting                            | Bugs Bunny | Puppetoon; Neacreditat |
| 1948      | Two Guys from Texas                            | Bugs Bunny (voce) | Animated cameo |
| 1949      | My Dream Is Yours                              | Bugs Bunny, Tweety (voces) | Animated cameos |
| 1949      | Neptune's Daughter                             | Pancho | |
| 1950      | Champagne for Caesar                           | Caesar (parrot) | |
| 1952      | Jack and the Beanstalk                         | Various animals (voces) | Neacreditat |
| 1957      | Hemo the Magnificent                           | Squirrel (voce) | Neacreditat |
| 1961      | Snow White and the Three Stooges               | Quinto the Puppet (voce) | (Neacreditat) |
| 1961      | Breakfast at Tiffany's                         | Holly's Drunk Visitor | Cameo |
| 1962      | Gay Purr-ee                                    | Bulldog | |
| 1962–1965 | Loopy De Loop scurtmetraje teatrice            | Crow, Braxton Bear, Skunk, Duck Hunter | 5 shorts |
| 1963–1967 | Tom and Jerry scurtmetraje teatrice            | Tom and Jerry's vocal effects | 34 shorts directed by Chuck Jones |
| 1964      | Kiss Me, Stupid                                | Dr. Sheldrake | |
| 1964      | Hey There, It's Yogi Bear!                     | Grifter Chizzling, Southern-Accented Bear on Train, Mugger (grumbling sounds) | |
| 1966      | The Man Called Flintstone                      | Barney Rubble, Dino | Based on The Flintstones series |
| 1970      | The Phantom Tollbooth                          | Officer Short Shrift, The Dodecahedron, The Demon of Insincerity | |
| 1974      | Journey Back to Oz                             | Crow | |
| 1974      | A Political Cartoon                            | Bugs Bunny (voce) | Cameo |
| 1976      | Son of Football Follies                        | Numeroase personaje (voces) | [ 87 ] [ 88 ] [ 89 ] |
| 1979      | The Bugs Bunny/Road Runner Movie               | Bugs Bunny, Daffy Duck, Porky Pig, Marvin the Martian, Wile E. Coyote, Pepé Le Pew, Dr. I.Q High, Hassan | |
| 1981      | The Looney, Looney, Looney Bugs Bunny Movie    | Bugs Bunny, Daffy Duck, Yosemite Sam, Porky Pig, Pepé Le Pew, Sylvester, Tweety, Rocky, Mugsy, King Arthur, Sir Osis of Liver, Sir Loin of Beef, Gerry the Idgit Dragon, Treasury Director, Judge, Cops, Clancy, Clarence, O'Hara, Cats in B.A. (voce) | |
| 1982      | Bugs Bunny's 3rd Movie: 1001 Rabbit Tales      | Bugs Bunny, Daffy Duck, Porky Pig and Yosemite Sam (voce) | |
| 1983      | Daffy Duck's Fantastic Island                  | Daffy Duck, Porky Pig, Sylvester, Yosemite Sam, Speedy Gonzales, Bugs Bunny, Tasmanian Devil, Foghorn Leghorn, Pepé Le Pew, Spike, Crows | |
| 1983      | Strange Brew                                   | Father McKenzie (voce) | |
| 1986      | Heathcliff: The Movie                          | Heathcliff | |
| 1988      | Who Framed Roger Rabbit                        | Bugs Bunny, Daffy Duck, Porky Pig, Tweety, Sylvester | |
| 1988      | Daffy Duck's Quackbusters                      | Bugs Bunny, Daffy Duck, Porky Pig and J.P. Cubish | |
| 1989      | The Super Duper Football Follies               | Various characters (voces) | Credited under "Special Thanks To"; posthumous release |
| 1990      | Jetsons: The Movie                             | Cosmo Spacely | Additional lines by Jeff Bergman; dedicated in memory; posthumous release |
| 1994      | The Flintstones                                | Dino | Archival recordings; posthumous release |
| 2000      | The Flintstones in Viva Rock Vegas             | Puppy Dino | Archival recordings; posthumous release |
| 2003      | Looney Tunes: Back in Action                   | Gremlin Car | Archival recordings; posthumous release |
| 2011      | I Tawt I Taw A Puddy Tat                       | Tweety, Sylvester | Archival recordings; posthumous release |
| 2012      | Daffy's Rhapsody                               | Daffy Duck | Archival recordings; posthumous release |
| 2014      | Flash in the Pain                              | Tweety | Archival recordings; posthumous release |

### Televizor
| An                   | Titlu                                               | Rol | Note                                                |
| -------------------- | --------------------------------------------------- | --- | --------------------------------------------------- |
| 1950–65              | The Jack Benny Program                              | Professor LeBlanc, Sy, Department Store Clerk, Gas Station Man, Mr. Finque, Numeroase personaje | 62 episoade                                         |
| 1958                 | Perry Mason                                         | Casanova (voce) | Episodul: "The Case of the Perjured Parrot":108–109 |
| 1959                 | The Many Loves of Dobie Gillis                      | Mr. Ziegler | Episode: "The Best Dressed Man"                     |
| 1960–1966            | The Flintstones                                     | Barney Rubble, Dino, Numeroase personaje | 163 episoade                                        |
| 1960                 | Mister Magoo                                        | Numeroase personaje | 37 episoade                                         |
| 1961                 | Dennis the Menace                                   | Leo Trinkle | Episodul: "Miss Cathcart's Friend"                  |
| 1962–1963; 1985–1987 | The Jetsons                                         | Cosmo Spacely,Numeroase personaje | 55 episoade                                         |
| 1962–1963            | Lippy the Lion & Hardy Har Har                      | Hardy Har Har, Numeroase personaje | 52 episoade                                         |
| 1963                 | Wally Gator                                         | Colonel Zachary Gator | episodul: "Carpet Bragger"                          |
| 1964–1965            | Ricochet Rabbit & Droop-a-Long                      | Droop-a-Long Coyote, Numeroase personaje | 23 episoade                                         |
| 1964–1966            | Breezly and Sneezly                                 | Sneezly Seal | 23 episoade                                         |
| 1964                 | The Beverly Hillbillies                             | Dick Burton | 1 episoade                                          |
| 1964–1966            | The Munsters                                        | Cuckoo Clock (voce) | 6 episoade                                          |
| 1965–1966            | The Atom Ant/Secret Squirrel Show                   | Secret Squirrel | 26 episoade                                         |
| 1965–1966            | Sinbad Jr. and his Magic Belt                       | Salty the Parrot | 81 episoade                                         |
| 1966                 | The Monkees                                         | Monkeemobile engine (voce) | 1 episoade                                          |
| 1969–1970            | The Perils of Penelope Pitstop                      | Yak Yak, The Bully Brothers, Chug-A-Boom | 7 episoade                                          |
| 1969                 | The Pink Panther Show                               | Drunk Man | 1 episoade                                          |
| 1970                 | Where's Huddles?                                    | Bubba McCoy | 11 episoade                                         |
| 1970                 | Tales of Washington Irving                          | Brom's Dog, Nicholas Vedder, Lead Dwarf, Ninepin Bowlers, Mayor Elect, Candidate, Baby Rip, Numeroase personaje                                                                                         | TV special                                          |
| 1971–1972            | Curiosity Shop                                      | Ole Factory the Bloodhound, Halcyon the Hyena, Computer, Numeroase personaje | 17 episoade                                         |
| 1971–1972            | The Pebbles and Bamm-Bamm Show                      | Barney Rubble, Numeroase personaje | 15 episoade                                         |
| 1972–1989            | Looney Tunes TV specials                            | Bugs Bunny, Daffy Duck, Porky Pig, Elmer Fudd, Sylvester, Tweety, Wile E. Coyote, Pepé Le Pew, Marvin the Martian, Tasmanian Devil, Yosemite Sam, Foghorn Leghorn, Speedy Gonzales, Numeroase personaje | 20 specials                                         |
| 1972–1973            | The Flintstone Comedy Hour                          | Barney Rubble, Dino, Zonk, Stub | 18 episoade                                         |
| 1973                 | Speed Buggy                                         | Speed Buggy | 16 episoade                                         |
| 1973                 | The New Scooby-Doo Movies                           | Speed Buggy | Episodul: "The Weird Winds of Winona"               |
| 1973                 | A Very Merry Cricket                                | Tucker R. Mouse, Alley Cat | TV special                                          |
| 1975                 | Yankee Doodle Cricket                               | Tucker R. Mouse, Rattlesnake, Bald Eagle | TV special                                          |
| 1977–1978            | Scooby's All-Star Laff-A-Lympics                    | Speed Buggy, Captain Caveman, Barney Rubble | 4 episoade                                          |
| 1977–1980            | Captain Caveman and the Teen Angels                 | Captain Caveman | 40 episoade                                         |
| 1977–1986            | Flintstones TV specials                             | Barney Rubble, Dino | 6 specials                                          |
| 1978                 | Hanna-Barbera's All-Star Comedy Ice Revue           | Barney Rubble, Dino | TV special                                          |
| 1978–1979            | Galaxy Goof-Ups                                     | Quack-Up | 13 episoade                                         |
| 1979                 | The New Fred and Barney Show                        | Barney Rubble, Dino, Numeroase personaje | 17 episoade                                         |
| 1979–1981            | Buck Rogers in the 25th Century                     | Twiki (voice) | 25 episoade                                         |
| 1980–1982            | Heathcliff                                          | Heathcliff | 26 episoade                                         |
| 1980–1982            | The Flintstone Comedy Show                          | Barney Rubble, Dino, Captain Caveman | 36 episoade                                         |
| 1980                 | Murder Can Hurt You                                 | Chickie Baby (voce) | Film TV                                             |
| 1981–1982            | Trollkins                                           | Numeroase personaje | 13 episoade                                         |
| 1982                 | Yogi Bear's All Star Comedy Christmas Caper         | Barney Rubble, Numeroase personaje | TV special                                          |
| 1984–1986            | Heathcliff and the Catillac Cats                    | Heathcliff | 86 episoade                                         |
| 1985                 | Press Your Luck                                     | Sylvester, Speedy Gonzales, Porky Pig | 1 episoade                                          |
| 1986–1988            | The Flintstone Kids                                 | Dino, Robert Rubble, Captain Caveman, Piggy McGrabit | 26 episoade                                         |
| 1987                 | Sparky's Magic Piano                                | Max, Sam, Laughing Audience Member | TV special                                          |
| 1987                 | The Jetsons Meet the Flintstones                    | Barney Rubble, Dino, Cosmo Spacely | Film TV                                             |
| 1988                 | Rockin' with Judy Jetson                            | Cosmo Spacely | Film TV                                             |
| 1989                 | Dance Party USA                                     | Bugs Bunny, Elmer Fudd, Daffy Duck, Porky Pig | 1 episoade                                          |
| 1989                 | Hanna-Barbera's 50th: A Yabba Dabba Doo Celebration | Barney Rubble | TV special; difuzat 7 zile după moartea sa          |

### Jocuri Video
| An   | Titlu                      | Rol                             | Nota                  |
| ---- | -------------------------- | ------------------------------- | --------------------- |
| 1990 | Bugs Bunny's Birthday Ball | Sylvester                       | Înregistrare Arhivată |
| 1999 | Bugs Bunny: Lost in Time   | Pirate Yosemite Sam, Daffy Duck | Înregistrări Arhivate |

### Atracții Theme Park
| An        | Titlu                                      | Rol | Nota |
| --------- | ------------------------------------------ | --- | --- |
| 1964      | Carousel of Progress                       | Uncle Orville, Parrot, Cuckoo Clock, Radio Personalities | Vocile lui Mel Blanc pentru Ceasul cu cuc și Personajele de la radio au fost reînregistrate de fiul său, Noel Blanc, în 1993.. |
| 1980      | The Bugs Bunny Merrie Holiday Revue        | Bugs Bunny, Daffy Duck, Porky Pig, Sylvester, Tweety, Foghorn Leghorn                                                                                          | Show în Direct Six Flags AstroWorld                                                                                            |
| 1981–1984 | Foghorn Leghorn                            | Foghorn Leghorn | 10 minute show animatronic la Six Flags Great America Snowshoe Saloon, design creat de Creative Presentations                  |
| 1982–1984 | The Looney Tunes Revue                     | Bugs Bunny, Daffy Duck, Porky Pig, Pepé Le Pew, Yosemite Sam, Sylvester, Sylvester Jr., Tweety, Speedy Gonzales, Foghorn Leghorn, Henery Hawk, Tasmanian Devil | Spectacol animatronic la restaurantele Gadgets, proiectat de Advanced Animations (mai târziu Warner Technologies)              |
| 1991      | Looney Tunes River Ride                    | Tasmanian Devil | Înregistrări Arhivate |
| 1992      | Yosemite Sam and the Gold River Adventure! | Tasmanian Devil | Înregistrări Arhivate |
| 1992      | Bugs Bunny Goin' Hollywood                 | Tasmanian Devil | Înregistrări Arhivate |

### Discography
- Yah, Das Ist Ein Christmas Tree and I Tan't Wait Til Quithmuth Day (Capitol, 1950, Album CAS-3191)
- Clink, Clink, Another Drink (Bluebird, 1942)[117] as Drunk
- Bugs Bunny Stories for Children (Capitol, 1947)[118] as Bugs Bunny, Daffy Duck, Porky Pig, additional voices
- The Woody Woodpecker Song (Capitol, 1948)[119] as Woody Woodpecker
- Bugs Bunny and the Tortoise (Capitol, 1948)[118] as Bugs Bunny, Cecil Turtle, Daffy Duck, Henery Hawk, additional voices
- That's All Folks! (Capitol, 1948)[118] as Porky Pig
- Won't You Ever Get Together With Me (Capitol, 1948)[118] as Tweety, Sylvester
- Bugs Bunny in Storyland (Capitol, 1949)[120] as Bugs Bunny, Daffy Duck, Porky Pig, Beaky Buzzard, Old King Cole, Fiddlers Three, Mary's Lamb, Bo Peep's Sheep, Big Bad Wolf
- "Clink, Clink, Another Drink" (with Spike Jones and His City Slickers) (Bluebird Records, 1949), sings the bridge and hiccups
- Woody Woodpecker and His Talent Show (Capitol, 1949)[121] as Woody Woodpecker, Stanley Squirrel, Billy Goat, Plato Platypus, Fido, Happy Hedgehog, Harry Humbug
- Bugs Bunny Sings with Daffy Duck, Tweety Pie, Yosemite Sam, Sylvester (Capitol, 1950)[118] as Bugs Bunny, Daffy Duck, Yosemite Sam, Tweety, Sylvester
- Bugs Bunny Meets Hiawatha (Capitol, 1950)[118] as Bugs Bunny
- Daffy Duck Meets Yosemite Sam (Capitol, 1950)[118] as Daffy Duck, Yosemite Sam
- Tweety Pie (Capitol, 1950)[118] as Tweety, Sylvester
- Woody Woodpecker's Picnic (Capitol, 1951)[121] as Woody Woodpecker, Tommy Turtle, English Bulldog, German Shepherd, Irish Setter, Scotty
- Henery Hawk (Capitol, 1951)[118] as Henery Hawk, Foghorn Leghorn, Daffy Duck
- Tweety's Puddy Tat Twouble (Capitol, 1951)[118] as Tweety, Sylvester
- Tweet, Tweet, Tweety (Capitol, 1952)[118] as Tweety, Sylvester
- Bugs Bunny and the Grow-Small Juice (Capitol, 1952)[118] as Bugs Bunny, Daffy Duck
- Henery Hawk's Chicken Hunt (Capitol, 1952)[118] as Henery Hawk, Foghorn Leghorn, additional voices
- Bugs Bunny and Aladdin's Lamp (Capitol, 1952)[118] as Bugs Bunny, Genie
- Woody Woodpecker and the Scarecrow (Capitol, 1952)[117] as Woody Woodpecker, additional voices
- Daffy Duck's Feathered Friend (Capitol, 1952)[122] as Daffy Duck
- Sylvester and Hippety Hopper (Capitol, 1952)[117] as Sylvester, Sylvester Jr., additional voices
- Woody Woodpecker and the Animal Crackers (Capitol, 1953)[117] as Woody Woodpecker, additional voices
- Woody Woodpecker and the Lost Monkey (Capitol, 1953)[117] as Woody Woodpecker, additional voices
- Bugs Bunny and Rabbit Seasoning (Capitol, 1953)[117] as Bugs Bunny
- Snowbound Tweety (Capitol, 1953)[117] as Tweety, Sylvester
- Woody Woodpecker and His Spaceship (Capitol, 1953)[117] as Woody Woodpecker, additional voices
- Wild West Henery Hawk (Capitol, 1953)[117] as Henery Hawk, Foghorn Leghorn, additional voices
- Pied Piper Pussycat (Capitol, 1953)[118] as Sylvester, additional voices
- Daffy Duck's Duck Inn (Capitol, 1954)[117][123] as Daffy Duck, Dog
- Bugs Bunny and the Pirate (Capitol, 1954)[118] as Bugs Bunny, Yosemite Sam
- Woody Woodpecker and the Truth Tonic (Capitol, 1954)[119] as Woody Woodpecker, additional voices
- Tweety's Good Deed (Capitol, 1954)[118] as Tweety, Sylvester, additional voices
- Woody Woodpecker's Fairy Godmother (Capitol, 1955)[117] as Woody Woodpecker, additional voices
- Woody Woodpecker in Mixed-Up Land (Capitol, 1955)[117] as Woody Woodpecker, additional voices
- Woody Woodpecker Meets Davy Crockett (Capitol, 1955)[117] as Woody Woodpecker, additional voices
- Woody Woodpecker's Family Album (Decca, 1957)[124] as Pepito, Sailor, Malamute, Andy Panda, Fluten Bluten, Heinie the Hyena, Homer Pigeon, Cuckoo, Oswald the Lucky Rabbit
- "There's a Hole in the Iron Curtain" (with Mickey Katz and His Orchestra) (Capitol, 1960, Album 45-5425)
- Bugs Bunny Songfest (Golden, 1961)[125] as Bugs Bunny, Sylvester, Tweety, Daffy Duck, Porky Pig, Henery Hawk, Pepé Le Pew, Speedy Gonzales, Hippety Hopper, Foghorn Leghorn, Cicero Pig
- Speedy Gonzales (Dot, 1962) as Speedy Gonzales
- Magilla Gorilla and His Pals (Golden, 1964)[126] as Droop-A-Long
- The Flintstones: Flip Fables (Hanna-Barbera, 1965)[127] as Barney Rubble, Chubby, Tubby, Stubby, Landlord, Beowolfe
- The Flintstones: Hansel and Gretel (Hanna-Barbera, 1965)[127] as Barney Rubble, Hansel, Gretel, Strudelmeyer, Fang, Witch, Reporter
- Treasure Island Starring Sinbad, Jr. (Hanna-Barbera, 1965)[128] as Salty
- Secret Squirrel and Morocco Mole in: Super Spy (Hanna-Barbera, 1965)[129] as Secret Squirrel, Tyrone
- The New Alice in Wonderland or What's a Nice Kid Like You Doing in a Place Like This? (Hanna-Barbera, 1966)[130] as Barney Rubble, March Hare, Prosecuting Attorney/King's Son
- The Flintstones Meet the Orchestra Family (Sunset, 1968)[131] as Barney Rubble
- The New Adventures of Bugs Bunny (Peter Pan, 1973)[120] as Bugs Bunny, Daffy Duck, Porky Pig, Elmer Fudd, Yosemite Sam, Petunia Pig, Speedy Gonzales, Pablo, Wile E. Coyote, Road Runner, additional voices
- Four More Adventures of Bugs Bunny (Peter Pan, 1974)[120] as Bugs Bunny, Daffy Duck, Porky Pig, Elmer Fudd, Yosemite Sam, Petunia Pig, Speedy Gonzales, Tweety, Sylvester, Granny, Road Runner, additional voices
- Holly Daze (Peter Pan, 1974)[132] as Bugs Bunny, Porky Pig, Speedy Gonzales, Daffy Duck, Elmer Fudd, Granny, Yosemite Sam, Foghorn Leghorn, Sylvester, Junior, Santa Claus, Narrator, Radio Announcer
- Bugs Bunny Goes To Sea (Fisher-Price, 1978)[133] as Bugs Bunny, Yosemite Sam, additional voices
- The Desert Island (Fisher-Price, 1978)[134] as Bugs Bunny, Yosemite Sam
- Looney Tales (Fisher-Price, 1978)[135] as Bugs Bunny, Daffy Duck, Porky Pig, Elmer Fudd, Tweety, Sylvester, Granny, additional voices
- Looney Tunes Learn About Numbers (Warner Audio Publishing, 1986)[136] as Bugs Bunny, Elmer Fudd, Yosemite Sam, additional voices
- Looney Tunes Learn About The Alphabet (Warner Audio Publishing, 1986)[136] as Bugs Bunny, Daffy Duck, Yosemite Sam, additional voices
- Looney Tunes Learn About Going To School (Warner Audio Publishing, 1986)[136] as Bugs Bunny, Sylvester, Sylvester Jr., Tweety, additional voices
- Looney Tunes Learn About Sing-Along Songs (Warner Audio Publishing, 1986)[136] as Bugs Bunny, Daffy Duck, Porky Pig, Tweety, Sylvester, Elmer Fudd, Yosemite Sam, additional voices
- Looney Tunes Learn About Colors (Warner Audio Publishing, 1986)[136] as Bugs Bunny, Porky Pig, additional voices
- Looney Tunes Learn About Shapes and Sizes (Warner Audio Publishing, 1986)[136] as Bugs Bunny, Cecil Turtle, Daffy Duck, Porky Pig, additional voices